# Айметово
Айме́тово (рос. Айметово, марій. Аймет) — присілок у складі Совєтського району Марій Ел, Росія. Входить до складу Михайловського сільського поселення.

## Населення
Населення — 22 особи (2010; 37 у 2002).
Національний склад (станом на 2002 рік):
- марі — 100 %